# Es ist alles eitel
Es ist alles eitel ist ein Sonett des barocken Dichters Andreas Gryphius aus der Zeit des Dreißigjährigen Krieges (1637). Der Titel nimmt die Einleitung des Buches Kohelet (Prediger) auf (Koh 1,2 ).

## Das Gedicht im Wortlaut
Du sihst/ wohin du sihst nur Eitelkeit auff Erden.

Was dieser heute baut/ reist jener morgen ein:

Wo itzund Städte stehn/ wird eine Wiesen seyn/

Auff der ein Schäfers-Kind wird spielen mit den Herden.

Was itzund prächtig blüht/ sol bald zutretten werden.

Was itzt so pocht vnd trotzt ist morgen Asch vnd Bein/

Nichts ist/ das ewig sey/ kein Ertz/ kein Marmorstein.

Itzt lacht das Glück vns an/ bald donnern die Beschwerden.

Der hohen Thaten Ruhm muß wie ein Traum vergehn.

Soll denn das Spiel der Zeit/ der leichte Mensch bestehn?

Ach! was ist alles diß/ was wir vor köstlich achten/

Als schlechte Nichtigkeit/ als Schatten/ Staub vnd Wind;

Als eine Wiesen-Blum/ die man nicht wider find’t.

Noch wil was ewig ist/ kein einig Mensch betrachten!

## Modernisierte Fassung des Originaltextes
Du siehst, wohin du siehst, nur Eitelkeit auf Erden.

Was dieser heute baut, reißt jener morgen ein:

Wo jetzt noch Städte stehn, wird eine Wiese sein,

Auf der ein Schäferskind wird spielen mit den Herden.

Was jetzt noch prächtig blüht, soll bald zertreten werden.

Was jetzt so pocht und trotzt, ist morgen Asch’ und Bein,

Nichts ist, das ewig sei, kein Erz, kein Marmorstein.

Jetzt lacht das Glück uns an, bald donnern die Beschwerden.

Der hohen Taten Ruhm muss wie ein Traum vergehn.

Soll denn das Spiel der Zeit, der leichte Mensch, bestehn?

Ach! Was ist alles dies, was wir für köstlich achten,

Als schlechte Nichtigkeit, als Schatten, Staub und Wind;

Als eine Wiesenblum’, die man nicht wieder find’t.

Noch will, was ewig ist, kein einzig Mensch betrachten!

## Formanalyse
Das Gedicht besteht aus vier Strophen: Die beiden ersten sind jeweils vierzeilig, die beiden letzten haben jeweils drei Verse. Die äußere Form entspricht damit der eines Sonetts: Zwei Quartette und zwei Terzette. Das Reimschema ist [abba abba ccd eed]. Die Quartette bestehen also aus einem umschließenden Reim, die Terzette beginnen mit einem Paarreim und werden in ihrem dritten Vers reimmäßig verbunden (Schweifreim). Versmaß ist der Alexandriner, ein sechshebiger jambischer Vers mit 12 oder 13 Silben und endet mit einer Kadenz.

## Struktur
In dem zweiten Vers findet sich eine Personifikation der Eitelkeit, die im ersten Vers benannt wird. Genauso, wie das Glück im achten Vers vermenschlicht wird.
Ein besonderes Merkmal des Alexandriners ist seine Mittelzäsur nach der dritten betonten, bzw. sechsten Silbe. Dadurch wird der einzelne Vers sozusagen in zwei Teile geteilt, wobei der zweite Teil den ersten inhaltlich bestätigt bzw. verstärkt (Parallelität) oder im Gegensatz zu ihm steht (Antithese). In diesem Sonett sind die Verse sieben und zwölf parallel, zum Beispiel Vers 12:
Als schlechte Nichtigkeit, als Schatten, Staub und Wind
Das Werturteil „Nichtigkeit“ wird durch die dreifache inhaltliche Erweiterung „Schatten/Staub/Wind“ und das Attribut „schlecht“ negativ verstärkt. Zugleich findet sich in diesem Vers das rhetorische Stilmittel der Akkumulation. Es überwiegen jedoch die antithetischen Verse (V. 2, 3, 5, 6, 8, 9), die teilweise zwei oder sogar drei Gegensatzpaare beinhalten, zum Beispiel Vers 2:
Was dieser heute baut, reißt jener morgen ein
Der Gegensatz besteht hier zwischen den Pronomina sowie den Verben links und rechts der Zäsur (des Kommas). Damit erweist sich das vorliegende Sonett als typisches Barockgedicht, da die Barockzeit stark von dem Bewusstsein der Gegensätzlichkeit und Vergänglichkeit des Menschen und der Schöpfung geprägt ist.
Bedingt durch den strophischen Aufbau und unterstützt durch das Reimschema erhält das Gedicht formal eine weitere Zäsur nach der zweiten Strophe. Die beiden Quartette werden durch den gleichen umarmenden Reim [abba] miteinander verbunden. Die beiden Terzette werden durch den jeweiligen Endreim d des dritten Verses miteinander verbunden; darüber hinaus schließt die dritte Strophe mit einem Komma und geht dadurch syntaktisch in die vierte Strophe über. Das lässt vermuten, dass die Quartette und die Terzette auch inhaltlich eine Einheit bilden.

## Interpretation
Der dargestellten äußeren Form entspricht der inhaltliche Aufbau. Das vorliegende Sonett ist ein argumentativer Text. In Vers 1 stellt das lyrische Ich eine These auf, die die gleiche Aussage enthält wie der Titel des Sonetts: Du siehst, wohin du siehst, nur Eitelkeit auf Erden, hier steht das Wort Eitelkeit in seiner alten Bedeutung Vergänglichkeit. Die übrigen sieben Verse der beiden Quartette enthalten eine Aneinanderreihung von Einzelbeobachtungen, dass alles irdische Tun vergeblich und vergänglich ist: Bauwerke werden zu Ruinen, Städte werden wieder vergehen – ja nicht einmal Erz und Stein sind unvergänglich. Konstruktionsprinzip dieser fünf Beispielsätze ist der Parallelismus (Was-Wo-Was-Was). Daraus stellt das lyrische Ich als Fazit die rhetorische Frage, wie der Mensch – der nur ein „Spiel der Zeit“ ist – denn überhaupt Bestand haben könne. Die Antwort ergibt sich von selbst, wird jedoch abschließend vom lyrischen Ich noch einmal besonders hervorgehoben. Der Mensch mit all seinem Tun ist nur eine Schlechte Nichtigkeit, nur Schatten, Staub und Wind. Parallel dazu ist die Aussage Als eine Wiesenblum, die man nicht wieder findt! Das ist eine Reminiszenz an die biblische Aussage in Psalm 103: Des Menschen Tage sind wie Gras, er blüht wie die Blume des Feldes. Fährt aber der Wind darüber, ist sie dahin. Der Ort, wo sie stand, weiß von ihr nichts mehr.
Das wird so lange der Fall sein, wie er in seiner Eitelkeit und Überheblichkeit immer noch denkt, er sei das Größte und Bedeutsamste in der Welt. Erst wenn er das betrachtet, „was ewig ist“ (Seele, Jenseits, Gott), wird er seine Hybris ablegen. Nur dann kann er die Unvergänglichkeit gewinnen.
In diesem abschließenden Vers zeigt sich das christliche Weltbild des Dichters. Der Text soll die Leser seiner Zeit dazu bringen, sich auf das Wesentliche des menschlichen Lebens, das ewige Leben nach dem Tod, zu konzentrieren und allem Irdischen zu entsagen (Weltüberwindung). Diese Weltverneinung resultiert aus der Erfahrung der Unsicherheit des Lebens im Zeitalter des Barock. Der Dreißigjährige Krieg mit all seinen Schrecken und Folgen (Tod, Pest, Hungersnot) hat Andreas Gryphius zu dieser Haltung gebracht, die beispielsweise auch in seinem Sonett Tränen des Vaterlandes zum Ausdruck kommt.